# 南岳摩崖石刻
南岳摩崖石刻是指位于中国湖南省衡阳市南岳衡山风景区内的石刻艺术，为南北朝至民国时期的石刻遗存，散落于全山375处景点。2013年4月被整体公布为第七批全国重点文物保护单位。这些石刻分布于衡山的山崖、岩壁和石坪之上，内容涵盖书法题刻、诗文、宗教经文以及历史记事等。代表性石刻有祝融峰题刻，磨镜台摩崖，南天门石刻群。